# 外山卯三郎
外山 卯三郎（とやま うさぶろう、1903年〈明治36年〉1月25日 - 1980年〈昭和55年〉3月21日）は、日本の美術評論家、教育者。

## 主な経歴
1903年（明治36年）1月25日、和歌山県に生れる。1928年（昭和3年）に京都帝国大学文学部美術史学科を卒業した。同年、同人誌『詩と詩論』の発行に参画する。
1939年（昭和14年）、ナチスによって閉鎖されたバウハウスの流れを汲む画塾「美術工芸学院」を、東京高円寺に開く。画塾には三木清や西園寺公一、現代アートの前衛画家たちが訪ねてきたが、学生は富山妙子ら10人ほどしか集まらず、経営難に陥った。
1946年（昭和21年）、造形美術協会を創立して理事長に就任する。また1953年（昭和28年）から翌年にかけて女子美術大学講師、さらに1966年（昭和41年）から1974年（昭和49年）まで武蔵野音楽大学講師および教授を務めた。
1980年（昭和55年）3月21日、心不全のため静岡県御殿場市の駿東第一病院で死去した（満77歳没）。

## 著作
- 『現代の水彩畫研究』金星堂 1922年
- 『詩の型態学的研究』東京詩学協会 1926年
- 『ジアニインの歌章』ジアンヌ・アラン著、外山卯三郎訳 東京詩学協会 1927年
- 『劇作の理論と実際：戯曲的構造の要素に就いての実践的論文』アルフレッド・ヘンネツキン著、外山卯三郎訳 原始社 1927年
- 『詩の形態学的研究：特に時間的要素に依る誘導的形態』厚生閣 1928年